# روبرت دبليو. ماكنزي
روبرت دبليو. ماكنزي هو سياسي كندي، ولد في 6 يونيو 1928 بأوريليا في كندا، وتوفي في 17 يناير 2011. حزبياً، نشط في الحرب الديمقراطي الجديد لأونتاريو. وقد انتخب عضو برلمان مقاطعة أونتاريو.